# V8-motor
V8 er betegnelse for en motortype med 8 cylindre, i to vinklede rækker, og med en fælles krumtap.
Motortypen har den fordel at den kræver et mindre motorrum end en motor, hvor de 8 cylindre er på en lang række, og den bruges i alt fra sportsvogne og firehjulstrækkere til lastbiler og både. V8 bliver ofte brugt i biler i luksusklassen, da bl.a. lyden er bedre men brændstof forbruget er oftest også større, end ved brug af de konventionelle rækkemotorer.